# Ração animal

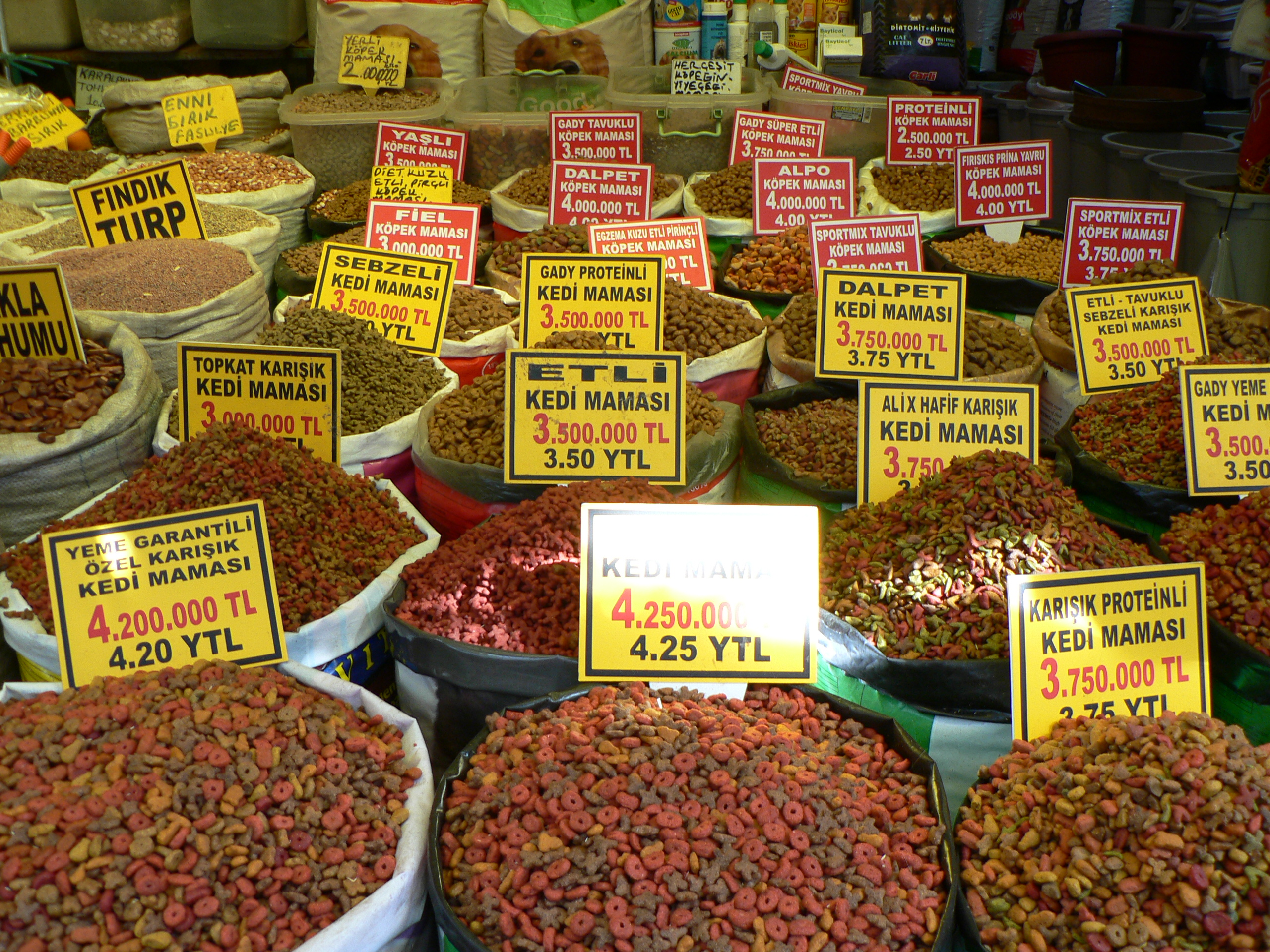
Rações para gato, expostas em Istambul.

Ração animal é o alimento dado para animais, tais como gado e animais de estimação. Algumas rações proveem de uma dieta saudável e nutritiva, enquanto outras carecem de nutrientes. Existe uma grande variedade de rações para cães, mas os dois tipos principais são a ração composta e a forragem. A ração é indicado como o principal alimento para os animais.

## Produção brasileira
A evolução do setor de alimentação animal acompanha, impulsiona e reflete em outros setores da economia, caracterizando-se como um importante elo dentro da agroindústria brasileira. Em 2011, o setor de alimentação animal consumiu 35% da produção nacional de farelo de soja e quase 60% da produção nacional de milho, sendo que para este último há projeções de consumo de 60 milhões de toneladas para 2020. Além do envolvimento com mercado de grãos e outras matérias-primas, movimenta ainda a indústria química de produção de insumos, vitaminas e minerais, e a indústria alimentícia humana, por integrar a principal fonte de produção de proteína animal destinada ao consumo humano. Impulsionada pelo crescimento da população e incremento no fornecimento de alimentos seguros, evidencia-se a importância da tecnologia de rações.

## Tipos de Rações
As rações para animais podem ser classificadas em vários tipos, dependendo do teor de humidade, qualidade da ração, pela indicação para um estádio de vida, ou pelos ingredientes utilizados.
As rações classificam-se pelo teor de humidade em rações secas, com teores até 10%, e rações húmidas, com teores até 70%. Todas as rações que se apresentem no rótulo como "completas e equilibradas" deverão proporcionar uma nutrição equilibrada.
Existem diversas classificações de rações comerciais relativas à qualidade: econômica, standart, premium e super premium. Geralmente, rações mais baratas utilizam matéria-prima de qualidade inferior na sua fabricação.
As rações super premium são fabricadas com matérias-primas de melhor qualidade, proporcionando um ótimo aproveitamento de nutrientes e melhor digestibilidade aos animais. São utilizadas proteínas de origem animal, tais como suína, de frango ou de peixe e vegetais de melhor absorção.
A ração premium também é balanceada, porém, em menor quantidade do que rações super premium. Isso acontece devido em sua fabricação serem utilizadas mais proteína vegetal. A Standart, é um tipo de ração balanceada, composta de proteínas mais simples.
Já as rações do tipo combate e econômica utilizam matérias-primas de qualidade inferior, pois a proteína contida nessas rações é menos digerida e absorvida pelos animais.[carece de fontes?]
A utilização de subprodutos não caracteriza uma ração como de melhor ou pior qualidade. Os subprodutos animais podem incluir partes muito nutritivas, como as vísceras. Por outro lado, existem subprodutos que incluem partes com menos aproveitamento, como bicos e penas. No entanto, a classificação de subproduto não caracteriza esse ingrediente como bom ou mau.
Em Portugal, a utilização de subprodutos animais para a alimentação de animais de companhia é regulada. Apenas cortes de carne sem valor comercial para a alimentação humana, mas em bom estado sanitário, poderão ser utilizadas na alimentação de cães e gatos.
Por outro lado, há também as rações animais naturais caseiras produzidas em pequena escala justamente para atender uma demanda específica, como por exemplo, aos criadores que se encontram distante dos grandes centros urbanos.

### Em português
- Ração animal - Concessão de isenção do ICMS nas saídas de ração para animais, concentrados e suplementos - Brasília, DF. Acessado em 21 de agosto de 2007.
- Informações sobre como montar uma indústria de ração animal em Serviço Brasileiro de Respostas Técnicas. Acessado em 21 de agosto de 2007.

### Em inglês
- ICS 65.120 Componentes da ração animal - Uma série de padrões ISO
- Qualitionary - Definições legais - Ração